# Tatree Seeha
Tatree Seeha (tiếng Thái: ธาตรี สีหา, sinh ngày 7 tháng 1 năm 1983) là một cầu thủ bóng đá đã giải nghệ đến từ Thái Lan.
Anh là vua phá lưới của Army năm 2010.